# Chaudefonds-sur-Layon
Chaudefonds-sur-Layon is een gemeente in het Franse departement Maine-et-Loire (regio Pays de la Loire). De plaats maakt deel uit van het arrondissement Angers. Chaudefonds-sur-Layon telde op 1 januari 2022 941 inwoners.

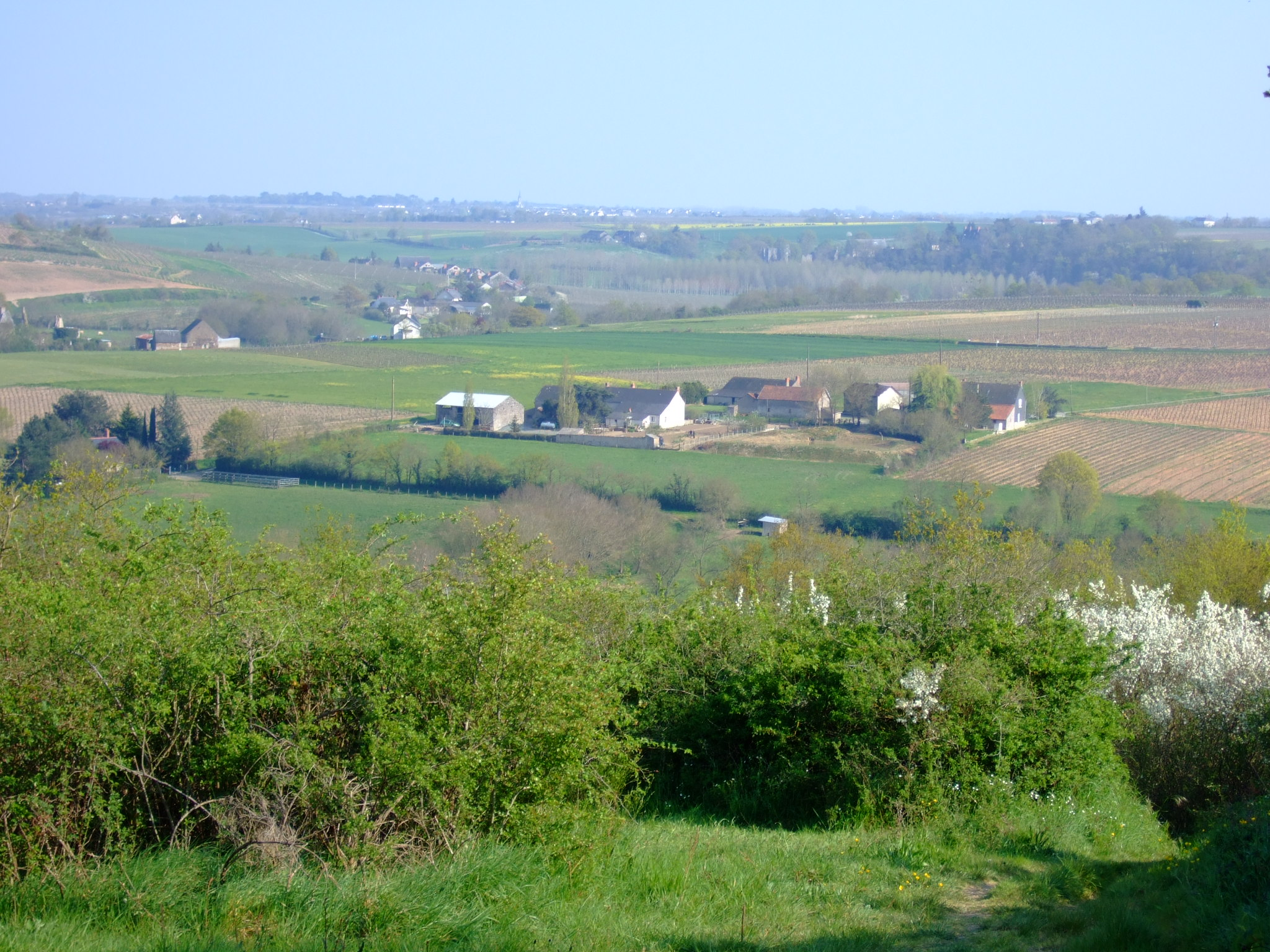
Chaudefonds-sur-Layon
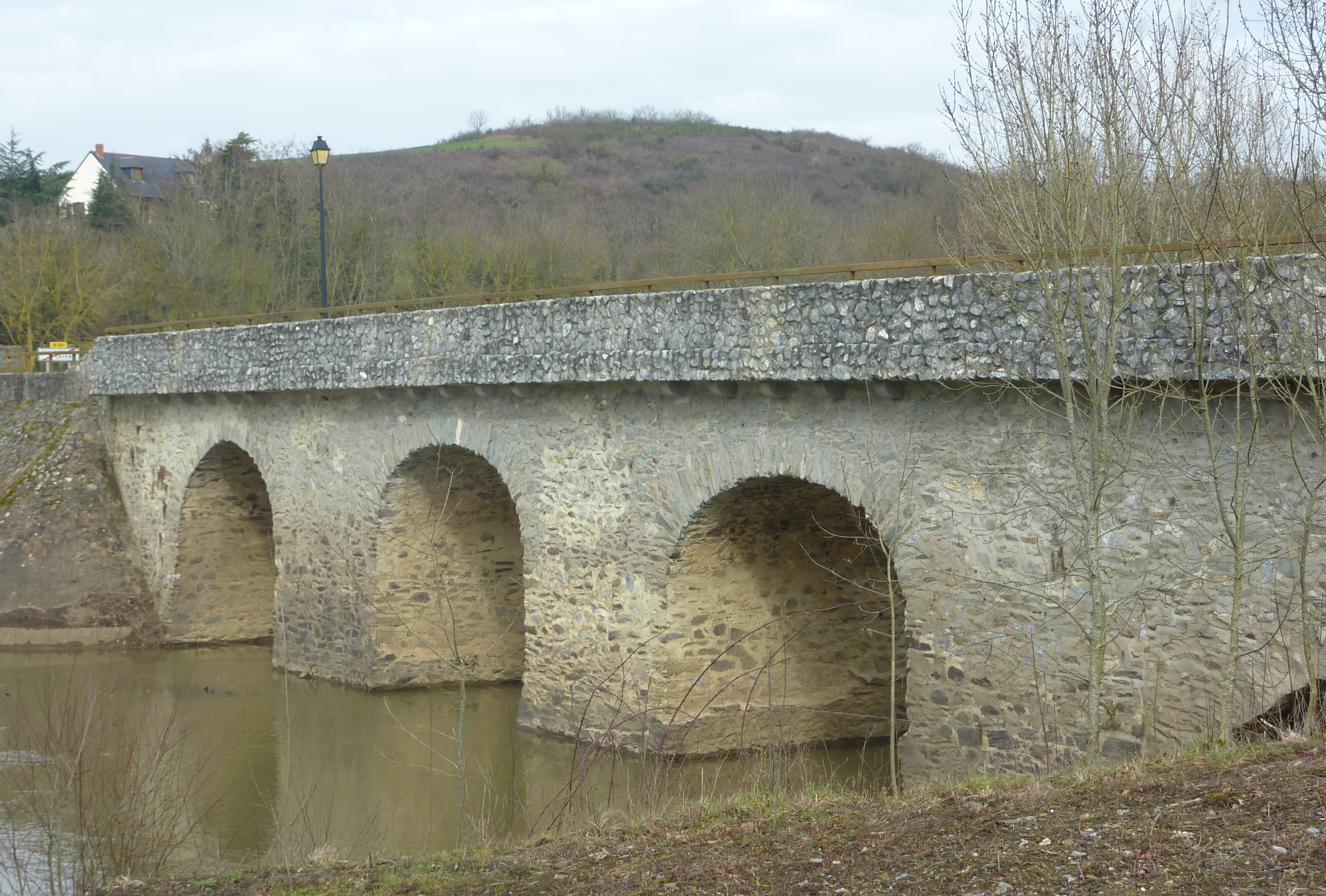
Brug bij Chaudefonds-sur-Layon

## Geografie
De oppervlakte van Chaudefonds-sur-Layon bedroeg op 1 januari 2022 14,77 vierkante kilometer; de bevolkingsdichtheid was toen 63,7 inwoners per km².

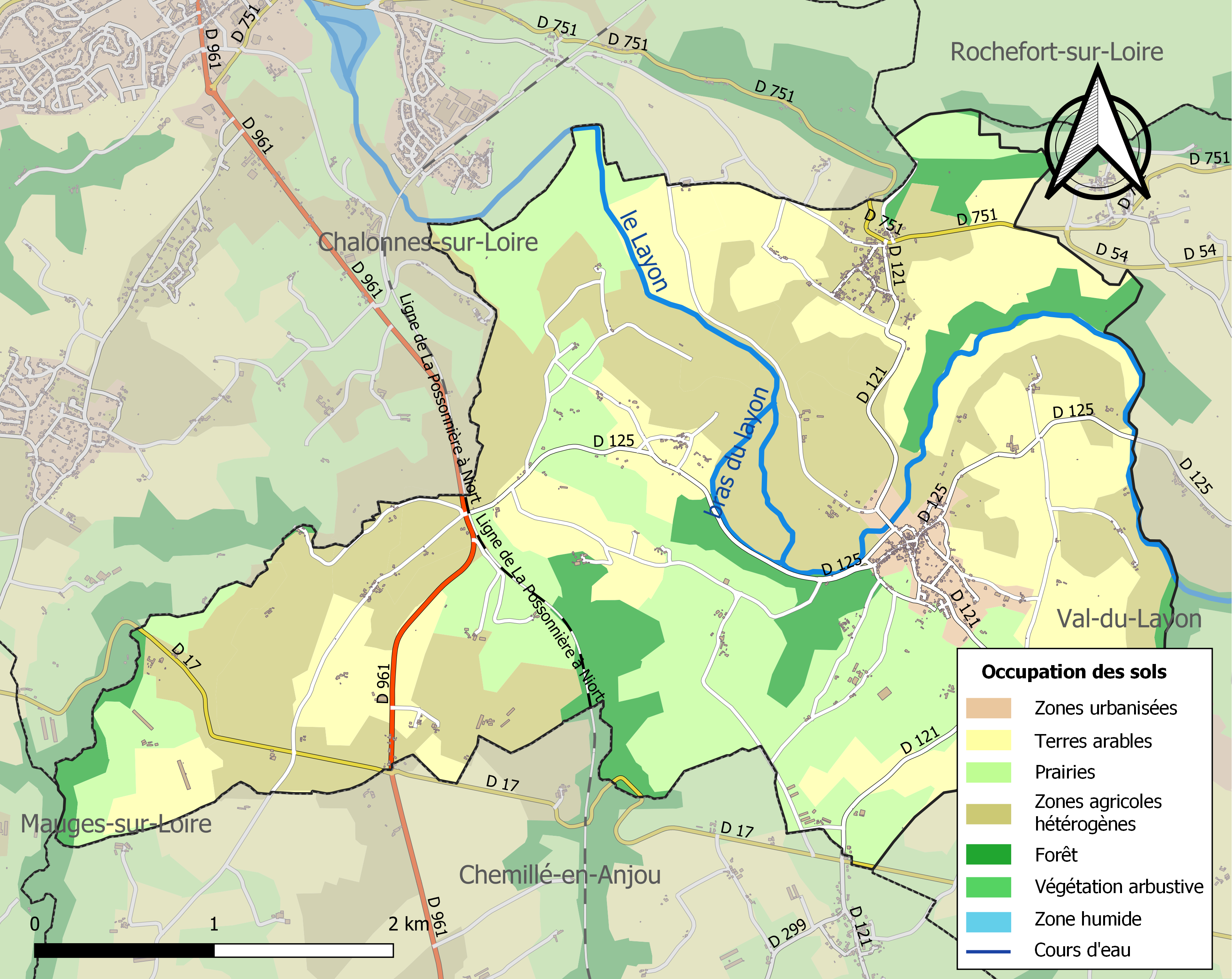
Kaart van de gemeente met de belangrijkste infrastructuur, bodemgebruik en omliggende gemeenten

## Demografie
Onderstaande figuur toont het verloop van het inwonertal (bron: INSEE-tellingen).